# (4041) Miyamotoyohko
(4041) Miyamotoyohko (1988 DN1) – planetoida z pasa głównego asteroid okrążająca Słońce w ciągu 5,24 lat w średniej odległości 3,01 j.a. Odkryta 19 lutego 1988 roku.